# Saint-Maurice-sur-Dargoire
Saint-Maurice-sur-Dargoire korábbi község (település) Franciaországban, Rhône megyében. 2017. január 1-jén Saint-Didier-sous-Riverie és Saint-Sorlin községgel egyesült és Chabanière új község része lett.
Lakosainak száma 2358 fő (2018. január 1.). Saint-Maurice-sur-Dargoire Mornant, Châteauneuf, Rive-de-Gier, Saint-Joseph, Tartaras, Saint-Didier-sous-Riverie és Saint-Jean-de-Touslas községekkel határos.

## Népesség
A település népessége az elmúlt években az alábbi módon változott:
| Lakosok száma | 2276 | 2319 | 4269 | 2346 | 2358 |
|               | 2013 | 2015 | 2016 | 2017 | 2018 |